# Longhui
Longhui är ett härad som lyder under Shaoyangs stad på prefekturnivå i Hunan-provinsen i södra Kina.
Den kinesiske författaren och ämbetsmannen Wei Yuan härstammar från orten, där det finns ett museum tillägnat honom. 